# Friedrich Kuhn (Maler, 1926)
Friedrich Kuhn (* 5. Oktober 1926 in Gretzenbach; † 6. September 1972 in Zürich) war ein Schweizer Maler, Zeichner und Bildhauer.

## Leben und Werk
Kuhn war der Sohn des Holz- und Steinbildhauers Fritz Kuhn. Die Familie zog 1933 nach Zürich, wo Kuhn die Schulen besuchte. Anschliessend unternahm er zahlreiche Auslandsreisen und beschäftigte sich im Antiquitäten- und Kunsthandel.
Als überzeugter autodidaktischer Künstler lebte Kuhn von 1951 bis 1953 in Bern. Im Kutscherhaus der Marcuard-Villa an der Laupenstrasse in Bern konnte er 1953 seine Bilder, die Motive des Clowns, Gauklers und des Puppentheaters zeigen, erstmals ausstellen. Im gleichen Jahr erhielt er ein Eidgenössisches Kunststipendium. Zeitweise teilte sich Kuhn das Atelier mit der Künstlerin Lilly Keller und dem Plastiker und Maler Walter Vögeli. 
Kuhn beherrschte die Selbstinszenierung, und seine Happenings waren legendär. 1960 erhielt er ein Kiefer-Hablitzel-Stipendium. Ab 1954 lebte Kuhn in Zürich im Künstlerhaus an der Kruggasse, später an der Brotgass. Von 1957 bis 1959 wohnte er mit Fred Engelbert Knecht und René Ed Brauchli im Atelierhaus Wuhrstrasse in Zürich. Zudem teilte er sich dort 1958 mit Muz Zeier und Otto Müller ein Atelier. Kuhn wurde vor allem als «Farbmaler» verehrt, der eine breite Skala von Farbtönen beherrschte. 

Ab 1957 entstand eine Gruppe von Werken, die Paul Nizon als «verwilderte Möbel» bezeichnete. Nizon prägte auch den Begriff «Zürcher Schule der kleinen Wahnwelt», zu der Kuhn, Knecht, Pierre Baltensperger, Alex Sadkowsky sowie Varlin und Muz Zeier gehörten. 

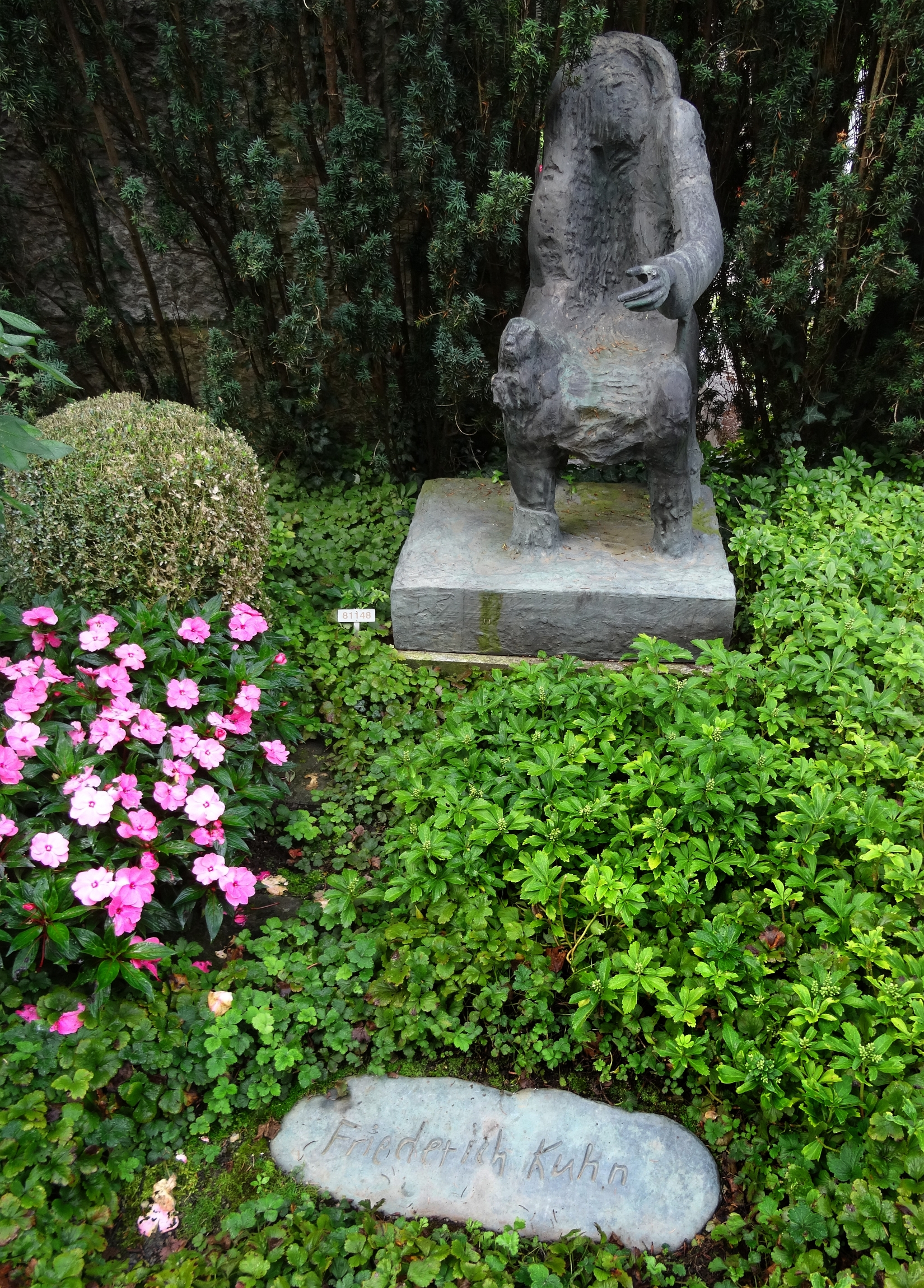
Grab, Friedhof Enzenbühl in Zürich.

Kuhns phantastisch-surrealen Bilder, Collagen und Assemblagen zeigen ab 1964 mit Vorliebe Palmenmotive und Pin-ups. Der Umstand, dass die Palme nicht nur ein eingängiges, sondern auch formal einfach abwandelbares Motiv ist, inspirierte ihn, sie als Markenzeichen einzusetzen respektive sie zu einem Markenartikel umzuarbeiten. Seine Werke machten ihn zu einem Gegenpol der Zürcher Konkreten. Kuhns Nähe zur Pop Art zeigte sich in den verwendeten Collageelementen wie ausgeschnittene Schriftzüge und Signete, Schablonen, Abbildungen und Abziehbilder sowie Verpackungsteile.
In Zusammenarbeit mit Alex Sadkowsky erschien 1965 die bibliophile Mappe mit Radierungen Sadlowski grüsst Kuhn/Kuhn grüsst Sadlowski. Ab 1967 folgten mehrere Spitalaufenthalte, unterbrochen von Reisen nach Sizilien und Venedig.
1963 wurde Kuhns Sohn Michael geboren. Im Januar 1972 heiratete Kuhn Antonia, geborene Tischhauser, Schwester des Komponisten Franz Tischhauser. Nach einem weiteren Spitalaufenthalt verstarb Kuhn knapp 46-jährig in Zürich. Seine letzte Ruhestätte fand er auf dem Friedhof Enzenbühl in Zürich.
Obwohl Kuhns Werk innerhalb der Schweizer Kunst einen qualitativ hochstehenden und originellen Beitrag darstellt, sind sowohl die offizielle Anerkennung durch die Fachwelt als auch die breite Bekanntheit ausgeblieben. 1973 fanden im Helmhaus Zürich und 1993 im Kunsthaus Zug Retrospektiven statt. Von 2008 bis 2009 widmete das Kunsthaus Zürich Kuhn unter dem Titel Der Maler als Outlaw eine grosse Einzelausstellung.